# Milk (film)
A Milk 2008-ban bemutatott amerikai filmdráma Gus Van Sant rendezésében. A film Harvey Milk amerikai politikus, melegjogi aktivista életét mutatja be, aki nyíltan vállalta homoszexualitását. A Harvey Milket megformáló Sean Penn alakításával elnyerte a legjobb színésznek járó Oscar-díjat. A film Oscar-díjas forgatókönyvét Dustin Lance Black írta.

## Történet
Harvey Milk homoszexuális férfiként 1973-tól a San Francisco-i meleg közösség meghatározó szereplője lesz, aki 1978-ban szerez mandátumot a városi közigazgatásban, és ott az LMBT emberek érdekében lobbizik, hoz döntéseket, de még ugyanabban az évben egy politikáját ellenző, képviselőségéről lemondott volt képviselőtársa, Dan White a város polgármesterével, George Moscone-vel együtt lelövi. A merénylet után Milk a meleg közösség szimbólumává és mártírjává válik.

## Szereplők
| Szerep          | Színész       | Magyar hang       |
| --------------- | ------------- | ----------------- |
| Harvey Milk     | Sean Penn     | Forgács Péter     |
| Cleve Jones     | Emile Hirsch  | Szalay Csongor    |
| Scott Smith     | James Franco  | Pálmai Szabolcs   |
| Dan White       | Josh Brolin   | Kőszegi Ákos      |
| Jack Lira       | Diego Luna    | Karácsonyi Zoltán |
| Anne Kronenberg | Alison Pill   | Molnár Ilona      |
| George Moscone  | Victor Garber | Szokolay Ottó     |
| John Briggs     | Denis O'Hare  | Tarján Péter      |

## Díjak és jelölések
A díjak félkövérrel vannak jelölve

### Oscar-díj(2009)
| Kategória                    |                        |
| ---------------------------- | ---------------------- |
| Legjobb férfi főszereplő     | Sean Penn              |
| Legjobb eredeti forgatókönyv | Dustin Lance Black     |
| Legjobb film                 | Dan Jinks, Bruce Cohen |
| Legjobb rendező              | Gus Van Sant           |
| Legjobb férfi mellékszereplő | Josh Brolin            |
| Legjobb vágás                | Elliot Graham          |
| Legjobb jelmez               | Danny Glicker          |
| Legjobb eredeti filmzene     | Danny Elfman           |

### Golden Globe-díj(2009)
| Kategória                |           |
| ------------------------ | --------- |
| Legjobb férfi főszereplő | Sean Penn |

### BAFTA-díj(2009)
| Kategória                    |                                   |  |
| ---------------------------- | --------------------------------- |  |
| Legjobb film                 | Dan Jinks, Bruce Cohen            |  |
| Legjobb férfi főszereplő     | Sean Penn                         |  |
| Legjobb eredeti forgatókönyv | Dustin Lance Black                |  |
| Legjobb smink                | Steven E. Anderson, Michael White |  |